# Jürgen Völtz
Jürgen Völtz (* 2. Oktober 1943) ist ein deutscher Rechtsanwalt und zur Ruhe gesetzter Fachanwalt für Verkehrsrecht.

## Werdegang
Völtz studierte Rechtswissenschaft an der Universität Göttingen. Nach dem Vorbereitungsdienst im Bezirk des Oberlandesgerichts Celle und dem Zweiten Staatsexamen erhielt er 1975 die Zulassung als Rechtsanwalt. Er war bis 2020 in München in einer Sozietät mit zwei weiteren Kollegen niedergelassen.
Von 1986 bis 1990 und 1998 bis 2014 war er Mitglied des Vorstandes des Rechtsanwaltskammer München. Er ist Alleinbearbeiter des von Georg Sanden (1904–1985) 1971 begründeten Standardwerks Sachschadenrecht des Kraftverkehrs.

## Ehrungen
- 2011: Verdienstorden der Bundesrepublik Deutschland[1]

## Publikationen
- Georg Sanden, mitbearbeitet von Jürgen Völtz: Sachschadenrecht des Kraftverkehrs. (2.,3.,4.,5. A. v. 1977–1982; (ab 6. Auflage bis 8.) Georg Sanden: Sachschadenrecht des Kraftverkehrs (begründet von Georg Sanden, fortgeführt von Jürgen Völtz) Beck Juristischer Verlag 2006); Georg Sanden (Mitbearbeitung Jürgen Völtz u. Ulrich Nowak): Sachschadenrecht des Kraftverkehrs. 9. Auflage. München 2011, ISBN 978-3-406-62027-0.
- mit Sebastian Büchner, Monika Groner, Rudolf Häusler, Gino Lörcher, Hiede Lörcher, Henning Rabe von Pappenheim, Alexander Schröder-Frerkes, Klaus Wagner, Karsten Winkler und Bianca Winograd: Außergerichtliche Streitbeilegung. Verlag Jehle, Rehm/München 1998, ISBN 3-8073-1311-7.